# Safareig Municipal d'Alcantarilha
El safareig municipal d'Alcantarilha és una estructura de la vila d'Alcantarilha, al municipi de Silves, a Portugal, més concretament, un safareig públic del segle xx. Fou restaurat pel municipi, després d'haver estat en ruïnes durant alguns anys. Està situat a l'est de la vila, prop de la Quinta del carrer das Ambrozias.